# Кумані Микола Михайлович
Микола Михайлович Кумані (грец. Νικολάι Κουμάνης; нар. 1793, Севастополь, Російська імперія — пом. 7 листопада 1869, Нова Одеса, Херсонська губернія, Російська імперія) — військовий моряк грецького походження, топограф, гідрограф, генерал флоту. Син адмірала Михайла Миколайовича Кумані, батько контрадмірала Михайла Миколайовича Кумані.

## Життєпис
Народився в сім'ї офіцера флоту Михайла Миколайовича Кумані в Севастополі. З дитинства цікавився математикою, фізикою, астрономією і іноземними мовами. Первинне виховання і початкову освіту Микола Михайлович отримав вдома, під керівництвом матері — високоосвіченої по тому часу жінки.
У 1810 році не дивлячись на слабкий зір поступив гардемарином на Чорноморський флот. Ходив на гребних суднах по Південному Бугу і Дніпровському лиману. В наступному році на кораблі «Анапа» брав участь в операції капітана 1-го рангу Івана Тимофійовича Биченського у Пендераклії з захвату двох ворожих кораблів: «Магубей-Субхан» і «Шагін-Гірей».
16 квітня 1812 року отримав звання мічмана, у 1816 році — лейтенанта. У 1825 році був назначений керувати Чорноморським депо карт в Миколаєві.
У 1829 році переведений в корпус штурманів Чорноморського флоту з наданням звання полковника. У тому ж році бере участь в гідрографічній експедиції Єгора Павловича Манганарі на яхті «Голубка», що досліджувала береги Чорного й Азовського морів.
У 1832 році знову переведений в депо карт і призначений його начальником з наданням звання полковника у 1833 році. У 1841 році Чорноморським гідрографічним депо було видано «Атлас Чорного й Азовського морів», що базувався на дослідженнях експедиції Манганарі. У ті ж роки Кумані займався складанням телеграфних сигналів.
13 вересня 1845 року Кумані присвоєно звання генерал-майора.
Перебуваючи начальником Чорноморського гідрографічного депо зустрів початок чергової російсько-турецької війни, під час якої Миколаїв став тиловим містом. Особливо великою імовірність атаки на місто стала після здачі Севастополя у 1855 році. Незадовго до того Кумані організував доставку з Севастополя у Миколаїв Морської офіцерської бібліотеки.
Після підписання мирної угоди восени 1856 року Кумані призначили інспектором Корпусу штурманів Чорноморського флоту. Незважаючи на те, що за мирною угодою Росії було заборонено мати флот на Чорному морі, Кумані зумів зберегти старі кадри і підготувати нових спеціалістів. За це 8 вересня 1860 року Кумані було призведено в чин повного генерала.
За довгі часи перебування в Миколаєві Микола Михайлович заслужив великий авторитет як серед колег, так і містян. Довгі роки він входив до складу правління, а пізніше очолював міські Благородні збори. Інтереси Кумані були дуже різнобічні. Наприклад, протягом багатьох років він був членом Одеського Імператорського Товариства Історії та Стародавності. Його стаття «Дії Чорноморського флоту за царювання імператора Олександра I» містить спогади про російсько-турецьку війну 1806—1812 років. Рукопис статті зберігалася в сім'ї генерала і був виданий в журналі «Морська збірка» через багато років після його смерті, тільки у 1900 році. У Миколаєві Кумані був дружним із відомим вченим, просвітителем, засновником Харківського університету В. Н. Каразіним, який і помер у нього на руках в будинку за адресою вулиця Флотська (нині — Пушкінська), 4.
У 1861 році Микола Михайлович Кумані вийшов у відставку. Останні роки життя він провів у своєму маєтку в станиці Нова Одеса Херсонської губернії (нині — місто Нова Одеса), де й помер у віці 76 років 7 листопада 1869 року. Похований в огорожі Свято-Георгіївської церкви, на облаштування якої він жертвував чимало коштів.

## Нагороди
- Орден Святого Володимира IV ступеня (1833);
- Орден Святого Станіслава II ступеня (1840);
- Орден Святого Георгія IV ступеня (5 грудня 1841);
- Орден Святої Анни II ступеня (1850);
- Орден Святого Володимира III ступеня (1850).